# Lingua hungworo
Hungworo, o Ngwe, è una lingua Kainji (del gruppo delle lingue Benue-Congo) parlata nell'area di Tegina a Rafi, in Nigeria.
Il clan Makangara si trova nei villaggi Sàgòmyè, Àrìyà, Ə̀rwàkò, Ìgádá, Àzwàngò, Àtáʔèngè, Àságànà e Kátùngà. Il clan Karaku vive a Mùtə́kùcì e in altri villaggi.